# Leuven Database of Ancient Books
La Leuven Database of Ancient Books (LDAB) - base de donnée de Louvain sur les livres anciens - propose des informations sur un ensemble de manuscrits datant de 500 avant J.-C. à 800 après J.-C. Elle répertoriait en 2020 plus de 16 000 textes en grec, latin, copte, syriaque et démotique. Son objectif est de collecter les informations de base sur les textes plutôt que les documents eux-mêmes. Elle comprend des auteurs depuis Homère jusqu'à Grégoire le Grand et plus de 3 600 textes d'auteurs non identifiés.
Elle a été fondée en 1998 à la KU Leuven par Willy Clarysse.